# سازه‌های ساخته‌شده جانوران

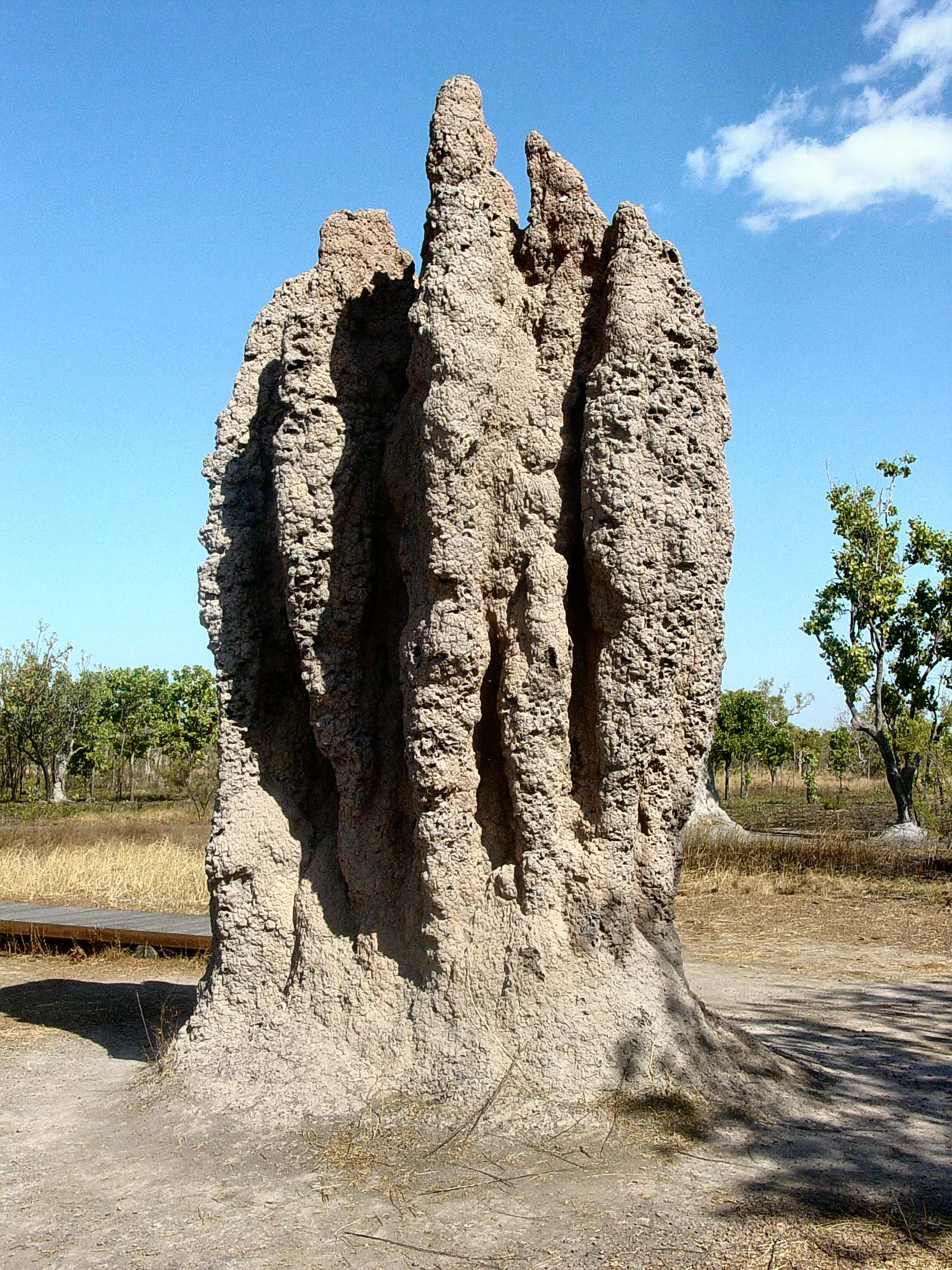
تپه‌ای به اصطلاح «کلیسای جامع» که توسط یک کلنی موریانه ساخته شده است.

سازه‌های ساخته‌شده جانوران که اغلب معماری جانوران نامیده می‌شوند، در طبیعت فراوان هستند. نمونه‌هایی از ساختارهای جانوری شامل تپه‌های موریانه، زنبورها و کندوها، مجتمع‌های لانه جوندگان، سدهای سمورها ، آشیانه‌های پیچیده پرندگان و تارهای عنکبوت هستند.
اغلب، این سازه‌ها دارای ویژگی‌های پیچیده‌ای مانند تنظیم دما، تله‌ها، طعمه، تهویه، اتاقک‌های ویژه و بسیاری از ویژگی‌های دیگر هستند. آنها ممکن است توسط افراد یا جوامع پیچیده‌ای از جانوران اجتماعی با شکل‌های مختلف ایجاد شوند که نقش‌های تخصصی را ایفا می‌کنند. این ساختارها ممکن است ناشی از رفتار پیچیده ساختمانی جانوران باشد، مانند لانه‌های شبانه شامپانزه‌ها، از پاسخ‌های عصبی داخلی، که در تولید آواز پرندگان به‌طور برجسته‌ای مشخص می‌شوند، یا بر اثر ترشح هورمون مانند خوک ایجاد می‌شوند. خروس‌های اهلی، یا به‌عنوان ویژگی‌های پدیدآمده از واکنش‌ها و فعل و انفعالات غریزی ساده، همان‌طور که توسط موریانه‌ها، یا ترکیبی از آنها نشان داده می‌شود. فرایند ساخت چنین ساختارهایی ممکن است شامل یادگیری و ارتباطات، و در برخی موارد، حتی زیبایی‌شناسی باشد. کاربرد ابزار ممکن است در ساخت سازه‌ها توسط جانوران نیز دخیل باشد.

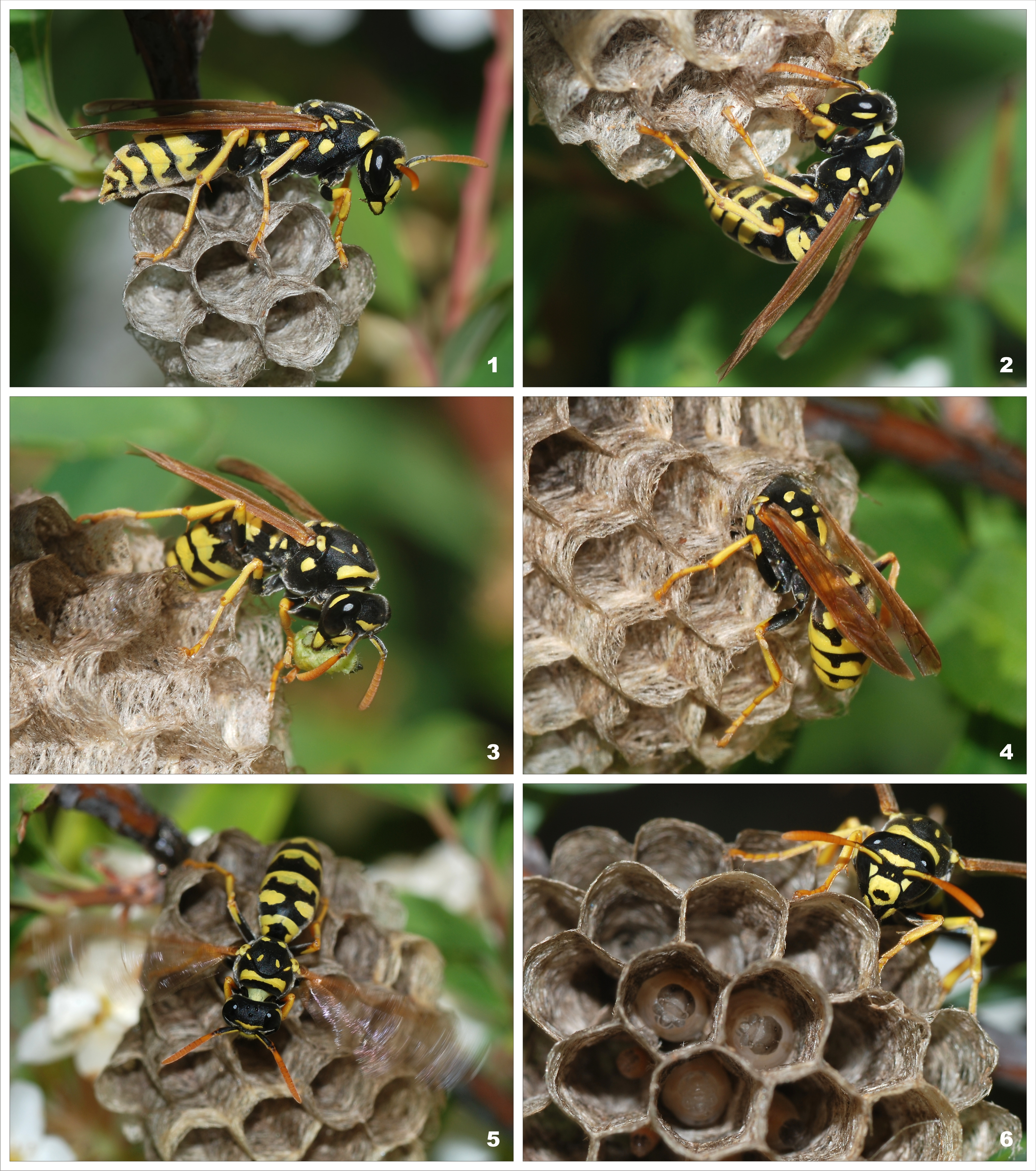
ملکه زنبور کاغذی جوان (Polistes dominula) که کلنی جدیدی را آغاز می‌کند

رفتار ساختن در بسیاری از پستانداران غیرانسانی، پرندگان، حشرات و عنکبوتیان رایج است. همچنین در چندیم گونه از ماهیان، خزندگان، دوزیستان، نرم‌تنان، آبدزدک دریایی، سخت‌پوستان، کرم‌های حلقوی و برخی بندپایان دیگر دیده می‌شود. این تقریباً در تمام شاخه‌های جانوری دیگر وجود ندارد.

## کارکرد
جانوران اساساً به سه دلیل سازه ایجاد می‌کنند:
- برای ایجاد زیستگاه‌های حفاظت‌شده، یعنی خانه‌ها.
- برای گرفتن طعمه و برای جستجوی غذا، یعنی تله.
- برای ارتباط بین اعضای گونه (ارتباط درون‌گونه‌ای)، یعنی نمایش.

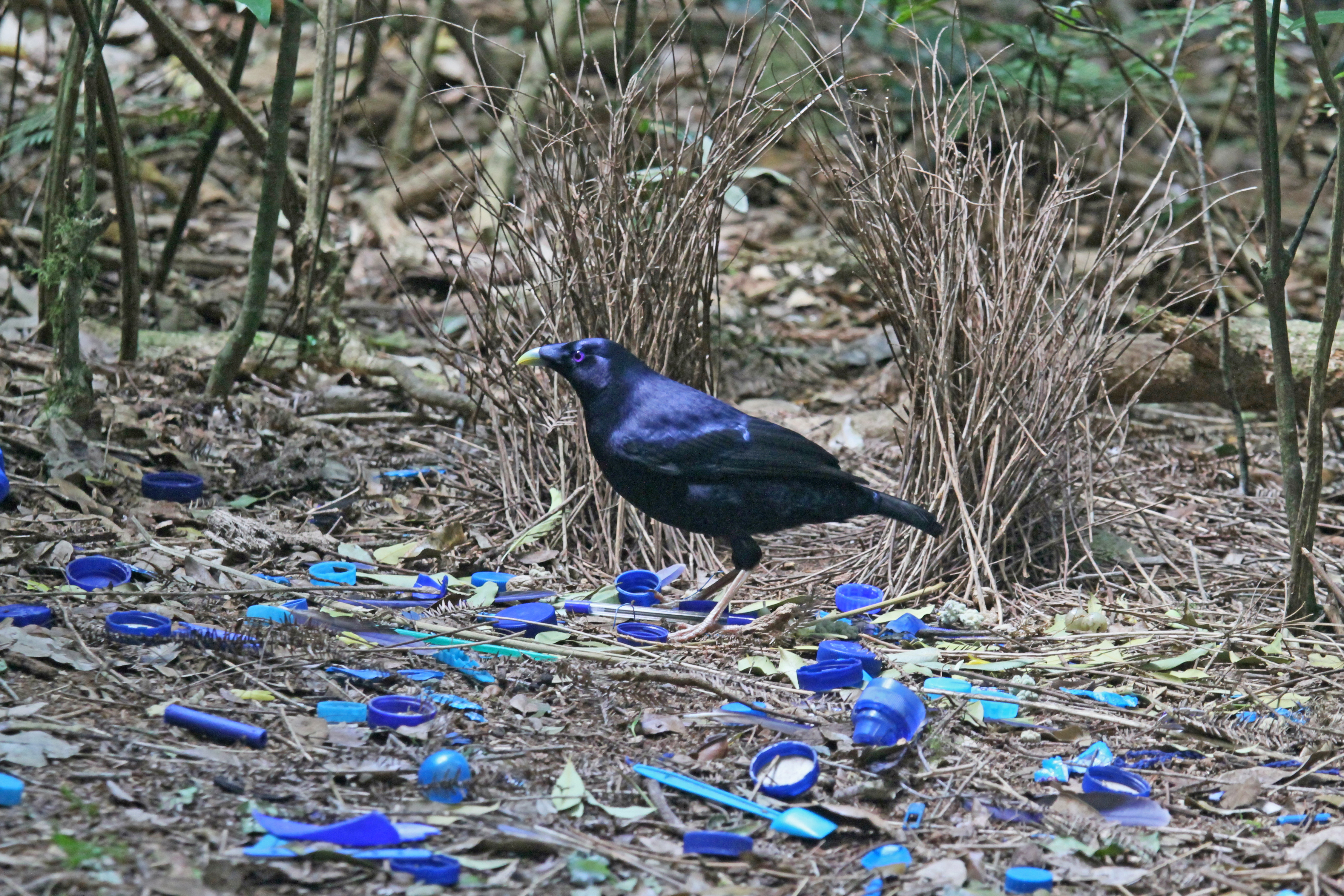
یک بووربرد در جلوی یک لانه ساخته‌شده

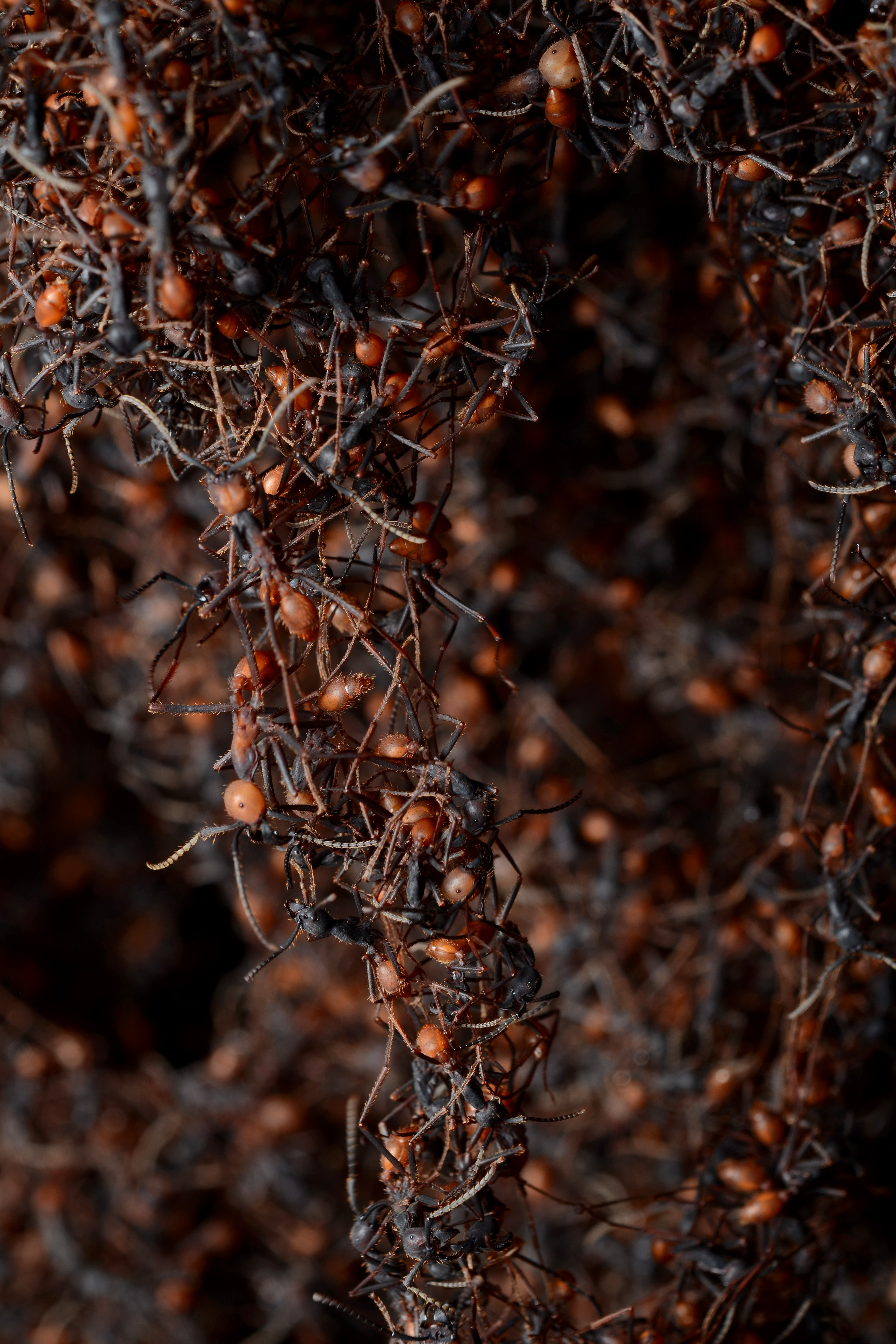
Eciton sp. در حال تشکیل یک پل